# Hellas Planitia
Hellas Planitia (zwana inaczej basenem uderzeniowym Hellas) – równina wewnątrz basenu uderzeniowego, zlokalizowana na południowej półkuli Marsa. Średnica krateru wynosi około 2100 km. Jest to największa struktura o pewnym pochodzeniu uderzeniowym na planecie. Basen Hellas powstał we wczesnych etapach formowania się Układu Słonecznego, około 3,9 miliarda lat temu, na skutek uderzenia dużej planetoidy. 
Różnica wysokości pomiędzy brzegami krateru a jego dnem wynosi ok. 9 km. Najgłębsze miejsce znajduje się 8,18 km poniżej marsjańskiego poziomu odniesienia (średniego promienia planety, odpowiednika poziomu morza na Ziemi). Ciśnienie atmosferyczne panujące na dnie krateru wynosi 840 Pa (8,4 mbar) i jest średnio o 38% wyższe od średniego ciśnienia atmosferycznego na Marsie. Ciśnienie takie pozwala na utrzymywanie się wody w stanie ciekłym na dnie krateru w lecie, gdy temperatura staje się dostatecznie wysoka.